# Tarzan e il safari perduto
 Tarzan e il safari perduto (Tarzan and the Lost Safari) è un film del 1957 diretto da H. Bruce Humberstone.
Il soggetto è liberamente ispirato al personaggio del famoso romanzo d'avventura Tarzan delle Scimmie di Edgar Rice Burroughs del 1912. Il film è il secondo dei sei della saga di Tarzan interpretati dall'attore Gordon Scott. Distribuito dalla Metro-Goldwyn-Mayer, il film rappresenta anche la prima apparizione a colori di Tarzan sullo schermo.

## Trama
Un aereo si schianta nella giungla africana e solo pochi passeggeri si salvano compresa la bella Diana e un dottore. Tarzan si prende cura di loro, ma inaspettatamente Diana viene rapita dalla tribù degli Opar che vuole sacrificarla al loro dio Leone.
L'uomo-scimmia riesce a salvarla appena in tempo e a portarla via con sé dal dottore. Tarzan si fida molto di lui, ma l'uomo in realtà ha preso accordi con il nemico Opar e presto Diana si ritrova di nuovo in bilico tra la vita e la morte.